# 牧野翔矢
牧野 翔矢（まきの しょうや、2001年3月4日 - ）は、石川県鳳珠郡穴水町出身のプロ野球選手（捕手）。右投左打。埼玉西武ライオンズ所属。

## 経歴

### プロ入り前
小学校3年生から捕手として野球を始める。
遊学館高等学校では1年からベンチ入りし、夏から試合に出場する。高校通算15本塁打。甲子園大会出場はなかった。2学年上に保科広一がいる。
2018年10月25日に行われたドラフト会議では、埼玉西武ライオンズから5位指名を受け、11月15日に契約金4000万円、年俸1000万円で契約を合意し（金額は推定）、入団。背番号は38。

### 西武時代
2019年、二軍で44試合に出場。95打席で打率.163であった。
2020年は6月19日に右有鈎骨骨折に伴う有鈎骨鉤切除術を受けた影響により、二軍で22試合の出場に留まり、69打席で打率.161であった。
2022年は4年目にして初めて開幕一軍入りを果たす。4月6日の東北楽天ゴールデンイーグルス戦で「9番・捕手」としてプロ初出場を果たし、第1打席に岸孝之からプロ初安打を記録した。しかし、6月13日に右肘のトミー・ジョン手術を受け、復帰に約1年を要することが発表された。その影響で10月4日に戦力外通告を受け、11月30日に170万円増の推定年俸740万円で、育成選手として再契約を結んだ。背番号は117に変更となった。
2023年は二軍で42試合に出場し、打率.221だった。オフに再度戦力外通告を受け、契約変更後1年経過による自由契約となったが、11月23日に再契約した。
2024年は6月24日までにイースタン・リーグで19試合に出場し、打率.317を記録。その後6月25日、支配下選手契約を締結したことが球団より発表された。背番号は53。

## 選手としての特徴・人物
遠投115mの肩を備える。50m5秒台の俊足の持ち主で、高校時代は1番打者を務めたこともある。
中学校時代には友達と共に海に潜り、銛でタコとベラを突いて獲っていたことで、肩の可動域を広げた。

## 詳細情報

### 年度別打撃成績
| 年 度     | 球 団     | 試 合 | 打 席 | 打 数 | 得 点 | 安 打 | 二 塁 打 | 三 塁 打 | 本 塁 打 | 塁 打 | 打 点 | 盗 塁 | 盗 塁 死 | 犠 打 | 犠 飛 | 四 球 | 敬 遠 | 死 球 | 三 振 | 併 殺 打 | 打 率 | 出 塁 率 | 長 打 率 | O P S |
| --------- | --------- | ----- | ----- | ----- | ----- | ----- | -------- | -------- | -------- | ----- | ----- | ----- | -------- | ----- | ----- | ----- | ----- | ----- | ----- | -------- | ----- | -------- | -------- | ----- |
| 2022      | 西武      | 11    | 32    | 29    | 3     | 4     | 0        | 1        | 0        | 6     | 2     | 0     | 1        | 1     | 0     | 2     | 0     | 0     | 7     | 1        | .138  | .194     | .207     | .400  |
| 2024      | 西武      | 10    | 20    | 20    | 0     | 1     | 0        | 0        | 0        | 0     | 1     | 0     | 0        | 0     | 0     | 0     | 0     | 0     | 0     | 0        | .050  | .050     | .050     | .100  |
| 通算：2年 | 通算：2年 | 21    | 52    | 49    | 3     | 5     | 0        | 1        | 0        | 7     | 2     | 0     | 1        | 1     | 0     | 2     | 0     | 0     | 7     | 1        | .102  | .137     | .143     | .280  |

- 2024年度シーズン終了時

### 年度別守備成績
| 年 度 | 球 団 | 捕手  | 捕手  | 捕手  | 捕手  | 捕手  | 捕手     | 捕手  | 捕手     | 捕手     | 捕手     | 捕手     |
| 年 度 | 球 団 | 試 合 | 刺 殺 | 補 殺 | 失 策 | 併 殺 | 守 備 率 | 捕 逸 | 企 図 数 | 許 盗 塁 | 盗 塁 刺 | 阻 止 率 |
| ----- | ----- | ----- | ----- | ----- | ----- | ----- | -------- | ----- | -------- | -------- | -------- | -------- |
| 2022  | 西武  | 10    | 73    | 10    | 0     | 1     | 1.000    | 2     | 15       | 11       | 4        | .267     |
| 2024  | 西武  | 7     | 25    | 3     | 0     | 1     | 1.000    | 1     | 3        | 1        | 2        | .667     |
| 通算  | 通算  | 17    | 98    | 13    | 0     | 2     | 1.000    | 3     | 18       | 12       | 6        | .333     |

- 2024年度シーズン終了時[注 1]

### 記録
初記録
- 初出場・初先発出場：2022年4月6日、対東北楽天ゴールデンイーグルス2回戦（楽天生命パーク宮城）、「9番・捕手」で先発出場[15]
- 初打席・初安打：同上、3回表に岸孝之から左前安打[16]
- 初打点：2022年4月10日、福岡ソフトバンクホークス3回戦（ベルーナドーム）、2回裏に大関友久から右前適時打[17]
- 初盗塁：2025年7月11日、対千葉ロッテマリーンズ11回戦（ZOZOマリンスタジアム）、12回表に二盗（投手：高野脩汰、捕手：田村龍弘）

### 背番号
- 38（2019年[4] - 2022年）
- 117（2023年[9] - 2024年6月24日）
- 53（2024年6月25日[12] - ）